# John Phillips (musiker)
 For alternative betydninger, se John Phillips. (Se også artikler, som begynder med John Phillips)
John Phillips (født John Edmund Andrew Phillips den 30. august 1935, død 18. marts 2001) var en amerikansk sanger og sangskriver, som fik succes som sanger i folk/rock bandet The Mamas & the Papas. Han var med til at skrive mange af deres mest populær sange, som "Creeque Alley", og "California Dreamin’'". Begge skrev han sammen med Michelle Phillips, der også var medlem af gruppen.
Han blev gift med Michelle Phillips i 1962. Parret blev skilt i 1970.